# Osterdeller Bach
Der Osterdeller Bach ist ein Fließgewässer in Hattingen. Er entspringt am südwestlichen Sporn des Isenbergs  bei Balkhausen und fließt nach Südosten. Er mündet in Nierenhof in den Deilbach. 2013 wurde der Bach renaturiert.